# معركة أوريك
معركة أوريك (بالبرتغالية: Batalha de Ourique) وقعت عام 533 هـ (25 يوليو 1139م) وهي معركة زعمت المصادر الأجنبية أنها دارت بين كونتية البرتغال تحت قيادة ألفونسو الأول ودولة المرابطين ضمن معارك الاسترداد، وانتهت بانتصار البرتغاليين.

## خلفية
خلال معركة فالديفيز ضد ألفونسو السابع ملك قشتالة، هاجمت القوات الإسلامية ليريا وترانكوسو ودمرتهما. أقلق هذا التوغل أفونسو هنريكس على حدوده الجنوبية فسارع في التفاوض مع ألفونسو السابع من ليون، وعقدا معاهدة زامورا التي أطلقت يد قوات أفونسو هنريكيس في التعامل مع الهجوم الإسلامي.

## المعركة
ينقسم المؤرخون حول موقع المعركة. في ذلك الوقت، كان اسم «أوريك» يطلق على مساحة كبيرة جنوب باجة. ونظرًا لأن مؤرخي القرن الثاني عشر لم يكونوا على دراية بالمنطقة التي وقعت فيها المعركة تحديدًا، لذا قرروا تسمية المعركة بمعركة أوريك لعدم تمكنهم من تحديد موقع أكثر دقة. ولكن نظرًا لبُعد أوريك عن الحدود المسيحية في أقصى الشمال، فقد اقترح بعض المؤرخين عدة أماكن مختلفة في وسط البرتغال، متخلين عن الفكرة التقليدية بأن القتال وقع في منطقة أوريك في ألنتيجو. كما أنه كان من الصعب على من سيكون بعدئذ كونت البرتغال الذي تقع أراضيه خلف نهر مونديغو، أن يتجه جنوبًا لمحاربة خمسة ملوك مسلمين. لذا، فقد اقترح البعض منطقة «فيلا تشا دي أوريك» والتي تبعد حوالي عشرة أميال عن شنترين موقعًا للمعركة.
ورغم أن توغلات الجيوش المسيحية في عمق الأراضي الإسلامية لم تكن تخفى على أحد، فقد قاد ألفونسو السابع عدة حملات وصلت إلى قرطبة وإشبيلية اللتان كانتا خارج الحدود القشتالية، كما تمكّن في سنة 1147م من غزو ميناء ألمرية. كانت تلك الحملات ممكنة نظرًا لأن جيوش المرابطين الكبيرة كانت تتمركز على الحدود، بينما كانت حاميات البلدات الصغيرة تُفضّل الدفاع من داخل حصونها بدلاً من مواجهة قوات العدو القوية. إلا أنه من غير المُجدي على الإطلاق أن يقود أفونسو غارة على غرب الأندلس، ثم يصطدم بقوات المرابطين الكبيرة أثناء انسحابه والتي قد تسحق جيشه.
على الرغم من حقيقة أن عدد القوات البرتغالية المسيحية كانت الأكثر عددًا بصورة كبيرة، إلا أن الجيوش الإسلامية أضعفتها مشاكل القيادة الداخلية، مما أدى إلى انتصار أفونسو هنريكس وإعلانه نفسه ملكًا على البرتغال تحت اسم أفونسو الأول ملك البرتغال، ونُسج حول هذا الانتصار أسطورة تقول بأن أفونسو وقواته سحقوا وقتلوا خمسة ملوك مسلمين.
لم تقُدّم أقدم المصادر إلا القليل من التفاصيل حول تلك المعركة. ففي رواية «حياة القديس توتونيوس»، جاء أن قوات المسلمين كان يقودها خمسة ملوك، بينما في رواية «الحوليات»، أنهم كانوا تحت قيادة ملك واحد اسمه إسمر. أما في رواية «حوليات القوط» الأكثر تفصيلاً، فقد جاء فيها أن إسمر انتظر حتى توغّل هنريك في أراضي المسلمين، ثم بعث قواته من إشبيلية وبطليوس وإلفاس ويابرة وباجة لقتال الكونت البرتغالي. استطاعت قوات المسلمين محاصرة القوات البرتغالية على قمة التل الذي نزلوا عليه. إلا أن ذلك لم يمنع البرتغاليين من النصر، وفرار قائد المسلمين من الهزيمة. لم توضح الروايات العربية والإسبانية ظروف المعركة، بل زادتها غموضًا، فتذكر اسم قائد المسلمين على أنه إسمر أو إسماعيل أو أبو زكريا، وقد رجّح المؤرخون المعاصرين أنه ربما كان القائد المقصود هو أبو زكريا حاكم شنترين. كما يُعتقد أن الحوليّات ضخّمت أيضًا من حجم المعركة من مجرد غارة واسعة النطاق إلى هزيمة ساحقة لقوات المسلمين.